# Nehézvíz
A nehézvíz (deutérium-oxid, D2O vagy ²H2O) tulajdonságai nagyon hasonlítanak a közönséges víz (H2O) tulajdonságaihoz. A különbség abból adódik, hogy a nehézvíz esetében mindkét hidrogénatom a hidrogén nehezebb izotópjára (deutériumra) van cserélve. Emiatt megváltozik a kötési energia a vízmolekulában, maga után vonva - a vízéhez képest - egyes fizikai és kémiai tulajdonságainak megváltozását.

## Története
1931-ben Harold Urey fedezte fel a hidrogén deutérium nevű izotópját, amelyet később sikerült a vízből koncentrálnia. Urey témavezetőjének, Gilbert Newton Lewisnek sikerült elsőnek izolálni a nehézvizet elektrolízis útján 1933-ban. Hevesy György és Hoffer 1934-ben nehézvizet használt az egyik legelső biológiai nyomjelző kísérletben, hogy megbecsülje az emberi testben a víz körforgási sebességét.
A nehézvíz fontossá vált a második világháborúban az atombomba gyártása miatt. 1942 és 1945 között Európában egyedül a Telemark tartománybeli Rjukan norvég településen a Vemork vállalat állított elő nehézvizet. A stratégiai fontosságú telephely először francia, majd német kézre került. Norvég ellenállók megtámadták az üzemet, de a németek újra beindították a termelést. A szövetségesek több alkalommal is bombázták a gyárat, végül a németek 50 hordó nehézvízzel elhagyták a helyszínt. A gyártott nehézvíz koncentrációja 1 és 99% között ingadozott. Ezt a hordókon kétjegyű számokkal kódolva jelölték, így csak a beavatottak tudták, melyik hordóban mi a koncentráció. A komp 1944-ben az atombomba előállításához szükséges nehézvíz tizedével indult útnak, de szabotázs miatt rövidesen 434 m mélyre süllyedt, a Tinnsjøs fenekére. A részben megtöltött koncentrált nehézvizes hordók felbukkantak a felszínen. Ezeket a németek összegyűjtötték, és Haigerlochba szállították a kutatóreaktor számára.
Hatvan évvel később Brett Phaneuf régész engedélyt kapott a norvég kormánytól, hogy felhozzon egy, és csak egy hordót. Többet azért nem engedtek, mert a roncs háborús síremlék. A 26-os hordót könnyedén fel tudta nyitni, mivel a tömítőgyűrű sértetlen volt. A helyszíni és a Londonban végzett vizsgálatok szerint a hordót jól tömítették, és benne a nehézvíz koncentrációja 1,1 ±0,2%. A titkos lista szerint ez a hordó 1,64%-os töménységű nehézvizet tartalmazott.
A BBC szerint Nagy-Britannia 1958-ban 20 tonna nehézvízzel támogatta Izrael nukleáris programját. A döntés a külügyminisztérium és az atomenergia-hivatal nélkül született meg. A nehézvizet az adatok szerint a Negev-sivatagban épült Dimona erőműben plutóniumtermelésre használták fel.

## Fizikai tulajdonságai
A nehézvíz (D2O) fizikai tulajdonsága csak nagyon kismértékben térnek el a közönséges vízétől (H2O).
| Tulajdonság                           | D2O (nehézvíz) | H2O (könnyűvíz) |
| ------------------------------------- | -------------- | --------------- |
| Olvadáspont, °C                       | 3,82           | 0,0             |
| Forráspont, °C                        | 101,72         | 100,0           |
| Sűrűség (20 °C), g/ml                 | 1,1056         | 0,9982          |
| A legnagyobb sűrűség hőmérséklete, °C | 11,6           | 3,98            |
| Viszkozitás (20 °C), Pa·s             | 0,00125        | 0,001005        |
| Felületi feszültség (25 °C), N/m      | 0,07193        | 0,07197         |
| Törésmutató, nD                       | 1,32841        | 1,33251         |
| Olvadáshő, kJ/mol                     | 6,343          | 6,012           |
| Párolgáshő, kJ/mol                    | 44,024         | 45,485          |
| Képződéshő (gáz), kJ/mol              | -249,20        | -241,83         |
| Kritikus nyomás, MPa                  | 21,941         | 22,129          |
| Kritikus hőmérséklet, °C              | 370,74         | 374,22          |
| Kritikus moláris térfogat, cm³·mol-1  | 56,3           | 55,77           |

A nehézvíz sűrűsége körülbelül 10%-kal nagyobb, mint a normál vízé. A sók általában kevésbé oldódnak nehézvízben, mint közönséges vízben. A nehézvizes oldatok vezetőképessége általában kisebb, mint a közönséges vizes oldatoké.

## Kémiai tulajdonságai
Ha közönséges vízzel keveredik, legnagyobb mennyiségen HDO-molekulák képződnek. Nedvszívó tulajdonságú, magába szívja a levegő nedvességét, és ezért felhígul. Kémiai tulajdonságai nagyon hasonlítanak a közönséges vízéihez, csak alig van eltérés. Helyettesítheti a normál vizet vegyületek kristályvizében is.
Az oldó- és a reakciókészség csökkenésének oka a hidrogénatom nagyobb tömege. Emiatt ugyanis alacsonyabb a molekularezgések frekvenciája, és ezek nullponti energiája. Ezért a disszociáció több energiába telik, így a reakciók lelassulnak. Hasonlóan, a hidrogénkötések is nehezebben épülnek ki.

## Élettani hatása
A legtöbb élőlény számára káros a nehézvíz. Egérkísérletekkel kimutatták, hogy lelassítja vagy megszünteti a sejtosztódást, így a gyorsan osztódó szöveteket károsítja először. Kisebb szervezetek el is pusztulhatnak miatta. Ezeket a hatásokat meg is tapasztalták, amikor az egerek vizének 50%-át nehézvízre cserélték. A nagy tisztaságú deuterált vizet az emberek édesnek érzik, amit édesség érzés egyik inhibitoraként ismert laktizollal elvégzett kísérletekkel igazoltak is. Az agresszív rákbetegséget is fékezheti; a mellékhatások miatt azonban nem éri meg a terápiában használni.
Beépül az élő szervezeteket felépítő szerves vegyületekbe, és csak lassan ürül ki belőle. Emiatt nem-radioaktív nyomjelzésre is használható.

## Hasonló vegyületek
Nehézvíznek nevezhetők tágabb értelemben az olyan vegyületek is, amelyben a víz hidrogénatomját vagy hidrogénatomjait trícium, a hidrogén harmadik, radioaktív izotópja helyettesíti. Ilyen molekulák például a T2O, a TDO, a THO. Léteznek olyan nehézvízhez hasonló vízmolekulák is, amiben az oxigént helyettesíti valamelyik nagyobb tömegszámú izotópja (17O, 18O). Ide tartozik például a H217O, H218O, D217O, HD17O.

## Előfordulása a természetben
A természetes vizekben általában a hidrogén 1/5000 részét helyettesíti deutérium. A különböző helyekről származó vizekben ez az arány 1/3500 - 1/5500 között változhat.

## Előállítása
Leggyakrabban a közönséges vízből állítják elő elektrolízissel. Az elektrolíziskor a katódon fejlődő hidrogén kevesebb deutériumot tartalmaz, mint maga a nehézvíz. Ezért a víz kis mértékben feldúsul nehézvízben. Többször ismételt elektrolízissel gyakorlatilag tiszta nehézvíz is előállítható. Előállítható a víz sokszor ismételt desztillációjával is. Energetikailag hatékony a vizet kén-hidrogén vagy ammóniák fölött desztillálni. Ehhez a vizet elektrolízisből vagy galvánüzemekből veszik, mivel azokban a természetesnél nagyobb a nehézvíz aránya.

## Alkalmazása
- atomreaktorokban neutronmoderátorként
- neutrínódetektorként Sudbury Neutrínó Obszervatóriumban
- NMR spektroszkópiában oldószerként
- deutériumtartalmú vegyületek szintézisében

Egyes nehézvízben is életképes organizmusokkal bonyolult szerves vegyületek is előállíthatók, amikben minden hidrogénatom deutérium.

## Fordítás
- Ez a szócikk részben vagy egészben  a   Schweres Wasser című német Wikipédia-szócikk fordításán alapul.  Az eredeti cikk szerkesztőit annak laptörténete sorolja fel. Ez a jelzés csupán a megfogalmazás eredetét és a szerzői jogokat jelzi, nem szolgál a cikkben szereplő információk forrásmegjelöléseként.